# Alevtina Koltjina
Alevtina Pavlovna Koltjina (ryska: Алевтина Павловна Колчина), född 11 november 1930 i byn Pavlovsk i Perm oblast, död 1 mars 2022, var en rysk längdskidåkare som tävlade under 1950- och 60-talen för Sovjetunionen. Hon var gift med den ryske längdåkaren Pavel Koltjin.
Koltjina deltog i fyra olympiska spel. Totalt blev det fem medaljer varav tre i stafett. Den enda guldmedaljen är från OS 1964 i Innsbruck där hon körde första sträckan i det sovjetiska laget. Individuellt tog hon två bronsmedaljer båda på 5 kilometer vid OS 1964 och OS 1968 i Grenoble.
Koltjina deltog vidare i tre världsmästerskap och tog hela åtta medaljer varav sju guld. Hennes första mästerskap var VM 1958 i Lahtis där det blev guld på 10 kilometer och i stafett. Vid nästa VM 1962 gick det ännu bättre och hon försvarade gulden både i stafett och på 10 kilometer men tog även guld på 5 kilometer. Hennes sista VM var i Oslo 1966 där hon för tredje gången tog guld i stafett och försvarade även sitt guld på 5 kilometer. Däremot kunde hon inte ta sitt tredje raka guld på 10 kilometer utan slutade tvåa.
1963 belönades hon som första kvinnliga sovjet med Holmenkollenmedaljen för sina insatser inom längdåkningen.